# Ahmed el-Mohamedi
Ahmed Ísza el-Mohamedi Abd el-Fattah (arabul: أحمد عيسى المحمدى عبد الفتاح; Basyoun, Egyiptom, 1987. szeptember 9. –) egyiptomi válogatott labdarúgó, aki jelenleg a Hull Cityben játszik. Középpályásként és jobbhátvédként is képes pályára lépni.

## Pályafutása

### ENPPI
El-Mohamedi a Ghazi Al-Mehalla ifiakadémiáján kezdett el futballozni, majd 2004-ben, 17 évesen került fel az első csapat keretéhez. Két évvel később leigazolta az ENPPI. Jó teljesítménye miatt több európai csapat is érdeklődött iránta, de az ENPPI eleinte nem volt hajlandó megválni tőle. 2007 nyarán a német Hertha BSC ajánlatát utasította vissza az egyiptomi klub, majd ugyanabban az évben a román Rapid București is megkereste, de akkor a játékos mondott nemet.
2008. november 25-én ötnapos próbajátékra érkezett az angol Blackburn Rovershez, ahol a menedzser, Paul Ince komoly érdeklődést mutatott iránta. A csapat új edzője, Sam Allardyce 2009 januárjában elküldte a klub egyik képviselőjét Egyiptomba, hogy megkezdje az egyeztetéseket el-Mohamedi átigazolásáról. Később azonban meghiúsult az üzlet, mivel Allardyce úgy gondolta, a játékos nem tudná azonnal felvenni az angol labdarúgás ritmusát.

### Sunderland
A Sunderland vezetőedzőjét, Steve Bruce-t meggyőzte el-Mohamedi próbajátéka, amikor 2009 augusztusában az angol klubnál járt. A csapat már 2010 januárjában szerette volna megszerezni, de ez nem sikerült. Időközben a Club Brugge és a West Bromwich Albion is komoly érdeklődést mutatott iránta, de 2010. július 1-jén végül a teljes 2010/11-es szezonra kölcsönben a Sunderlandhez igazolt. A csapat 500 ezer fontot fizetett az ENPPI-nek, és opciós jogot szerzett rá, hogy jó teljesítmény esetén véglegesen is leigazolhassa a játékost, 2 millió fontért.
2010. augusztus 14-én, egy Birmingham City elleni találkozón mutatkozott be a csapatban. Később az Arsenal és a Manchester City elleni teljesítménye miatt is megkapta a meccs legjobbjának járó címet. 2011. március 11-én a Sunderland bejelentette, hogy élni fog opciós jogával el-Mohamedi leigazolására. Az üzlet június 9-én vált hivatalossá, amikor hároméves szerződést írt alá a piros-fehér klubbal.
A 2011/12-es szezon első meccsén, a Liverpool ellen kezdőként lépett pályára, és gólpasszt adott Sebastian Larssonnak. 2011. október 1-jén, a West Bromwich Albion ellen megszerezte első gólját a Sunderlandben. Steve Bruce távozása után Martin O’Neill vette át a csapat irányítását, aki jóval kevésbé számított el-Mohamedi játékára, aki az egész szezon alatt mindössze 18-szor kapott játéklehetőséget.

### Hull City
2012. augusztus 30-án a teljes szezonra kölcsönvette a másodosztályú Hull City, ahol ismét együtt dolgozhatott Steve Bruce-szal. Szeptember 1-jén, a Bolton Wanderers ellen lépett pályára először. Első gólját szeptember 18-án, a Leeds United ellen szerezte, valamint két gólpasszt is adott, hozzájárulva csapata 3-2-es sikeréhez. 2013. január 16-án a Sunderland visszahívta, de a hónap végén kölcsönben visszatért a Hull Cityhez. Április 30-án megválasztották az év legjobb játékosának a Hullnál.
2013. június 28-án a csapat véglegesen is leigazolta, hároméves szerződést adva neki. Szeptember 21-én megszerezte első gólját a 2013/14-es idényben, a Newcastle United ellen. 2014. május 17-én pályára lépett az FA Kupa döntőjében, ahol csapata 3-2-re kikapott az Arsenal ellen.
2015. január 10-én, a West Bromwich Albion ellen el-Mohamedi hozzáért a labdához, mielőtt Allan McGregor megfogta volna. A játékvezető hazaadásnak minősítette az esetet, a megítélt közvetett szabadrúgást pedig értékesítette a West Brom. 2016. június 23-án három évvel meghosszabbította szerződését a csapattal.

## Válogatott pályafutása
El-Mohamedi 2007 augusztusában, 20 évesen debütált az egyiptomi válogatottban, Elefántcsontpart ellen. A 2008-as afrikai nemzetek kupája előtt az egyiptomiak kilenc meccséből nyolcon pályára lépett, az egyiptomi válogatott győzelmével végződő tornán azonban csak csere volt. Később megszilárdította helyét a csapatban és a 2010-es világbajnokság selejtezői során már állandó tagja volt a válogatottnak. A 2009-es konföderációs kupán már az első meccsen, Brazília ellen kiállították, amiért kézzel hárított egy kapu felé tartó labdát. A 2010-es afrikai nemzetek kupáján fontos tagja volt a tornát megnyerő egyiptomi csapatnak.

## Sikerei

### Hull City
- A Football League Championship második helyezettje: 2012/13
- Az FA Kupa ezüstérmese: 2014
- A Football League Championship rájátszásának győztese: 2015/16

### Egyiptom
- Az Afrikai nemzetek kupája győztese: 2008, 2010

## Külső hivatkozások
- Ahmed el-Mohamedi pályafutásának statisztikái a Soccerbase oldalon (angolul)